# Ossian (album 2)
Ossian – drugi album zespołu Osjan nagrany z gościnnym udziałem trębacza Tomasza Stańki i wydany w 1978 przez wytwórnię PolJazz. Materiał zrealizowano 8 września 1978 w studiu PR w Warszawie oraz 2 i 3 listopada 1978 w Pałacu Prymasowskim w Warszawie. Reedycje płyty na CD ukazały się nakładem wydawnictw: Milo Records w 2006 i Anex w 2011.

## Lista utworów
1. Wstęp do "Księgi chmur" – 18:40 
 A: "Chmury w wodzie" (J. Ostaszewski) 
 B: "Dziurawe ucho (lewe)" (T. Hołuj)
2. Epilog "Muzyki fruwającej ryby" 
 A: "Ten sam wiatr porusza dwa drzewa" (J. Ostaszewski) – 10:55 
 B: "Dziurawe ucho (prawe)" (T. Hołuj) – 8:35

- Utwór 1 nagrano 2 i 3 listopada 1978 w Pałacu Prymasowskim w Warszawie
- Utwór 2 nagrano 8 września 1978 studiu PR w Warszawie

## Skład
- Tomasz Stańko – trąbka
- Jacek Ostaszewski – flety proste: altowy i sopranowy, instr. perkusyjne, kaya-kum (gayageum)
- Tomasz Hołuj – tabla, garnki, gongi, instr. perkusyjne
- Milo Kurtis – trombita, instr. perkusyjne

realizacja
- Andrzej Lipiński – reżyseria dźwięku (Poljazz)
- Leszek Wójcik – reżyseria dźwięku (Poljazz)
- Sławomir Wesołowski – reżyseria dźwięku (Polskie Radio)

## Wydania
- 1978 Poljazz (Z-SX-0689)
- 2006 Milo Records (MR109)
- 2011 Anex (AN109)